# Marek Gugała

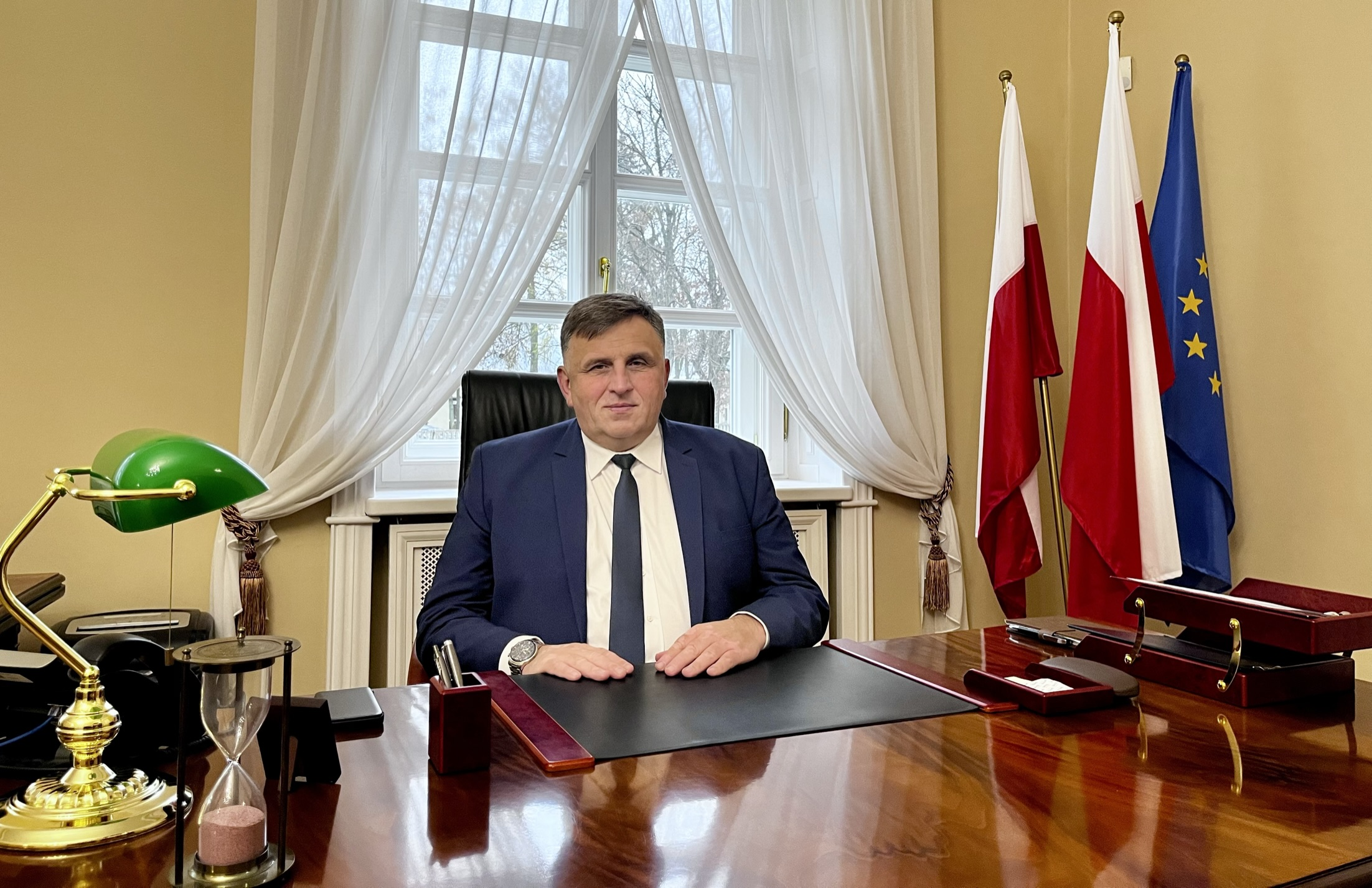

Marek Janusz Gugała (ur. 27 kwietnia 1970 w Kozienicach) – profesor doktor habilitowany nauk rolniczych. W latach 2020–2022 dziekan Wydziału Agrobioinżynierii i Nauk o Zwierzętach (obecnie Wydział Nauk Rolniczych) Uniwersytetu Przyrodniczo-Humanistycznego w Siedlcach (obecnie Uniwersytet w Siedlcach). Od 2022 roku Prorektor ds. studiów Uniwersytetu w Siedlcach.

## Życiorys
Jest absolwentem Wydziału Rolniczego Wyższej Szkoły Rolniczo-Pedagogicznej w Siedlcach (1996) (obecnie Uniwersytet w Siedlcach). W latach 1997–1998 pracował w Wojewódzkim Ośrodku Doradztwa Rolniczego w Siedlcach, następnie odbył studia doktoranckie (1998-2002), uzyskując stopień doktora nauk rolniczych. W 2002 roku rozpoczął pracę w Akademii Podlaskiej w Siedlcach (obecnie Uniwersytet w Siedlcach). W 2013 roku uzyskał stopień doktora habilitowanego nauk rolniczych. Od 2022 roku jest Prorektorem ds. studiów Uniwersytetu w Siedlcach.

## Uzyskane awanse naukowe
Doktor - 2002 - nauki rolnicze, Akademia Podlaska (obecnie Uniwersytet Przyrodniczo-Humanistyczny w Siedlcach.
Doktor habilitowany - 2013 - nauki rolnicze, Uniwersytet Przyrodniczo-Humanistyczny w Siedlcach.
Profesor - 2019 - nauki rolnicze, Uniwersytet Przyrodniczo-Humanistyczny w Siedlcach.

## Działalność naukowa
Działalność naukowa profesora Marka Gugały obejmuje zagadnienia dotyczące doskonalenia agrotechniki ziemniaka jadalnego, doskonalenia agrotechniki roślin bobowatych, posiada również osiągnięcia naukowe dotyczące wpływu czynników agrotechnicznych na plonowanie i skład chemiczny nasion rzepaku ozimego (Brasica napus L.) oraz osiągnięcia z zakresu oceny opłacalności wybranych gatunków roślin uprawianych. 
Ponadto prof. dr hab. inż. Marek Gugała jest autorem lub współautorem badań nad innowacyjnością w zakresie optymalizacji uprawy wybranych roślin uprawnych. Ta forma działalności naukowej przejawia się projektowaniem podzespołów, elementów i części do maszyn i narzędzi rolniczych oraz ich wdrażaniem do produkcji. Posiada 25 zatwierdzonych przez Urząd Patentowy Rzeczypospolitej Polskiej patentów i wzorów użytkowych oraz kolejnych 5 zgłoszonych.
Dorobek naukowy Gugały stanowi ponad 500 publikacji, z czego około 300 pozycji to oryginalne prace twórcze, z których jedną trzecią opublikował w wydawnictwach znajdujących się w bazie Web of Science, a pozostałe w innych punktowanych czasopismach naukowych. Ponadto w swoim dorobku ma liczne opracowania dydaktyczne i popularyzatorskie. 
Za dotychczasową działalność naukową, dydaktyczną i organizacyjną profesor Marek Gugała był siedmiokrotnie odznaczony Medalem Brązowym "Za długoletnią Służbę", odznaką honorową "Zasłużony dla rolnictwa" i Medalem KEN.
W 2017 roku, w uznaniu szczególnych osiągnięć naukowych uzyskał nominację i wpis do Złotej Księgi Nauk Przyrodniczych.

## Odznaczenia
- Medal brązowy "Za długoletnią służbę"
- Odznaka honorowa "Zasłużony dla Rolnictwa"
- Medal Komisji Edukacji Narodowej
- Medal "Za zasługi dla siedleckiej Uczelni"
- Nominacja i wpisanie do Złotej Księgi Nauk Przyrodniczych 2017.